# W Internecie nikt nie wie, że jesteś psem
„W Internecie nikt nie wie, że jesteś psem” (ang. On the Internet, nobody knows you're a dog) – porzekadło, które wzięło się z podpisu pod rysunkiem satyrycznym Petera Steinera, opublikowanym 5 czerwca 1993 przez amerykański magazyn „The New Yorker”. Rysunek przedstawia siedzącego przy komputerze czarnego labradora, który kieruje do łaciatego kundelka słowa z podpisu.
Do 2000 roku ilustracja Steinera była najczęściej publikowanym rysunkiem z pisma „The New Yorker”, zaś jej autor zarobił ponad 50 tysięcy dolarów z praw do przedruku.
Steiner nie przywiązywał większego znaczenia do treści rysunku, jednak fraza W Internecie nikt nie wie, że jesteś psem stała się symbolem szanowania pełnej anonimowości użytkowników na forum Internetu i w tym znaczeniu cytują ją socjologowie i dziennikarze. Prawnik Lawrence Lessig wyjaśniał znaczenie zwrotu nikt tego nie wie tym, że protokoły internetowe anonimizują tożsamość użytkowników, która jest znana najwyżej lokalnemu dostawcy dostępu do Sieci.
Rysunek zainspirował Alana Davida Perkinsa do napisania sztuki Nobody Knows I'm a Dog (pol. Nikt nie wie, że jestem psem), która opowiada historię sześciu osób, którzy nie potrafią znaleźć w sobie odwagi, aby porozumiewać się w prawdziwym życiu, jednak potrafią komunikować się za pośrednictwem Internetu, który zapewnia im anonimowość.